# ÉX-Driver
Ex-Driver (エクスドライバー Ekusudoraibā), estilizado como éX-Driver o simplemente éX-D, es una miniserie de anime creada por Kosuke Fujishima, producida por Bandai Visual y Actas. La serie de anime se extendió por 6 episodios, así como una película titulada éX-Driver the Movie.
La serie de anime completa, incluyendo la película, se emitieron por el canal Animax en Asia; en América Latina la serie de anime se transmitió por Locomotion, siendo licenciada originalmente en julio de 2001, y estrenada finalmente el 9 de enero de 2005 con doblaje argentino.

## Historia
La historia transcurre en un mundo futurista donde la automatización, el desarrollo de la navegación asistida por satélite y otros avances tecnológicos permiten que la mayoría de la población se desplace en vehículos super automatizados.
Los vehículos con IA, creados para ser manejados por computadoras, empiezan a descontrolarse y a desobedecer cualquier orden de detención por parte del conductor, de manera que comienzan a ocurrir serios accidentes. Es en este momento cuando entran en acción los éX-Driver, un grupo de jóvenes que saben conducir a la manera "antigua", y tratarán de averiguar quien esta detrás de todos los incidentes.
En la serie, cualquiera sea su edad, puede ser un éX-Driver, siempre y cuando posean las habilidades requeridas. Por ejemplo, uno de los personajes principales tiene solo 13 años de edad. La premisa de la serie es que hay éX-Drivers en todo el mundo, pero la atención se centra en el equipo que opera en Japón.

## Personaje
Lorna Endo (遠藤ローナ Endo Rona)
- Coche: Lotus Europa
- Color: Blanco
- Actor de voz japonés: Yoko Asada.
- Actor de voz doblaje argentino: María Laura Cassani.

Compañera de Lisa. Ella es una chica de buen corazón que conduce un Lotus Europa. Ella trata de mantener al equipo unido cuando Sōichi y Lisa al inicio tienen una relación tensa. Ella mantiene una buena relación entre ellos. En relación con Sōichi, actúa como una hermana.
Lisa Sakakino (榊野理沙 Sakakino Risa)
- Coche: Subaru Impreza WRC Coupe Versión VI (GC8), más tarde cambia a un Lancia Stratos HF
- Color: Azul Sónico Mica (Impreza), Lancia Azul Oscuro (Stratos)
- Actor de voz japonés: Miki Nagasawa.
- Actor de voz doblaje argentino: Mariela Álvarez.

Compañera de Lorna. Ella conduce un Subaru Impreza WRC en el primer episodio, pero éste se arruina y tiene que ser sustituido por un Lancia Stratos HF desde el segundo episodio en adelante. Ella detesta a Sōichi cuando éste es seleccionado para dirigir el equipo y también cuando la golpea en una carrera. Sin embargo, Lisa lo acepta a medida que la serie avanza.
Sōichi Sugano (菅野走一 Sugano Soichi)
- Coche: Caterham Super Seven JPE (normalmente), Daihatsu Midget-II (carreras)
- Color: Amarillo Caterham (Super Seven), Amarillo (Midget-II)
- Actor de voz japonés: Yumiko Kobayashi.
- Actor de voz doblaje argentino: Diego Brizzi.

Un talentodo joven de 13 años de edad. Conduce un JPE Caterham Super Seven, aunque también conduce un Daihatsu Midget II modificado en una pista de carreras. Pronto se convierte en el líder del equipo.

## OVA
La serie OVA consta de 6 episodios que son - a excepción de los dos últimos - independientes unos de otros.
- 1. AI vs RECIPRO
- 2. On And On
- 3. No Problem
- 4. Regulations of Love (éX-Rider)
- 5. Crossroads
- 6. The Last Mile

## Película
En 2002 fue producida una película de anime como secuela de la miniserie de OVAs, titulada éX-Driver the Movie. Narra las aventuras de Lisa, Lorna y Sōichi mientras participan en una carrera internacional de éX-Drivers que tiene lugar en Los Ángeles.
La película también incluyó un especial como precuela a la serie, titulado éX-Driver - Nina & Rei: Danger Zone, que sirvió de prólogo para la película, centrada en las aventuras de dos de los antiguos éX-Driver, Nina y Rei.

## Personal
- Planificación, creador, concepto original: Kosuke Fujishima
- Composición de la serie y guion: Shinjo Fujita
- Diseño de autos: Shunji Murata
- Mecha diseño: Takeshi Takakura, Hidefumi Kimura (Ep.1)
- Música: Hikaru Nanase, JAM Project
- Director: Jun Kawagoe